# Chassignolles (Indre)
 Chassignolles  es una población y comuna francesa, en la región de  Centro, departamento de Indre, en el distrito de La Châtre y cantón de La Châtre.

## Demografía
| 898 | 826 | 680 | 567 | 548 | 543 |
| Para los censos de 1962 a 1999 la población legal corresponde a la población sin duplicidades (Fuente: INSEE [Consultar]) |     |     |     |     |     |